# Kuusi-Kattila
Kuusi-Kattila är en ö i Finland. Den ligger i Skärgårdshavet och i kommunen Nådendal i den ekonomiska regionen  Åbo ekonomiska region i landskapet Egentliga Finland, i den sydvästra delen av landet. Ön ligger omkring 190 kilometer väster om Helsingfors.
Öns area är 2,4 hektar och dess största längd är 230 meter i sydöst-nordvästlig riktning. Ön höjer sig omkring 10 meter över havsytan.